# Antoon Dorregeest
Antonius Dorregeest, detto Antoon (Alkmaar, 12 marzo 1880 – Amsterdam, 15 settembre 1946), è stato un sollevatore olandese che ha gareggiato nella categoria dei pesi massimi.

## Carriera
Militava nell'Amsterdam Athleten Club De Halter; fu per dieci volte campione olandese tra il 1902 e il 1913, e una volta anche campione belga nel 1903 poiché visse in Belgio per qualche tempo, acquisendo la cittadinanza. Nei campionati del 1902, che valevano anche per il titolo europeo dei massimi, vinse una medaglia di bronzo europea. All'inizio della sua carriera pesava 125 kg., e nel luglio 1909 stabilì il record olandese sollevando 150 kg durante una competizione nel giardino di Het Tolhuis ad Amsterdam-Noord, migliorandolo nel gennaio 1910, quando sollevò un peso di 153,5 kg.
Nel 1910 e 1911 prese parte ai campionati mondiali: nel 1910 finì al quinto posto, dietro, tra gli altri, a Josef Grafl, e nel 1911 a Dresda vinse la medaglia d'argento dietro all'austriaco Berthold Tandler, che in seguito lo elogiò per la sua sportività poiché Dorregeest (avendo sollevato 2,5 kg in meno dell'avversario) si rifiutò di approvare una modifica al regolamento stilata dai giudici di gara che lo avrebbe proclamato campione mondiale.
Non prese parte ai Giochi olimpici. Nel 1913 si ritirò dall'attività agonistica.